# جیمز مک‌نات
جیمز مک‌نات (انگلیسی: James McNaught؛ ۸ ژوئن ۱۸۷۰ – مارس ۱۹۱۹ (aged ۴۸)) یک بازیکن فوتبال اهل بریتانیا بود. 
از باشگاه‌هایی که در آن بازی کرده‌است می‌توان به باشگاه فوتبال منچستر یونایتد، باشگاه فوتبال دومبارتون، و باشگاه فوتبال تاتنهام هاتسپر اشاره کرد.